# Hercostomus garambensis
Hercostomus garambensis är en tvåvingeart som beskrevs av Grichanov 2004. Hercostomus garambensis ingår i släktet Hercostomus och familjen styltflugor.
Artens utbredningsområde är Kongo. Inga underarter finns listade i Catalogue of Life.